# Euryale (Pflanzengattung)
Euryale ist eine Gattung von Blütenpflanzen aus der Familie der Nymphaeaceae.

## Beschreibung

### Vegetative Merkmale

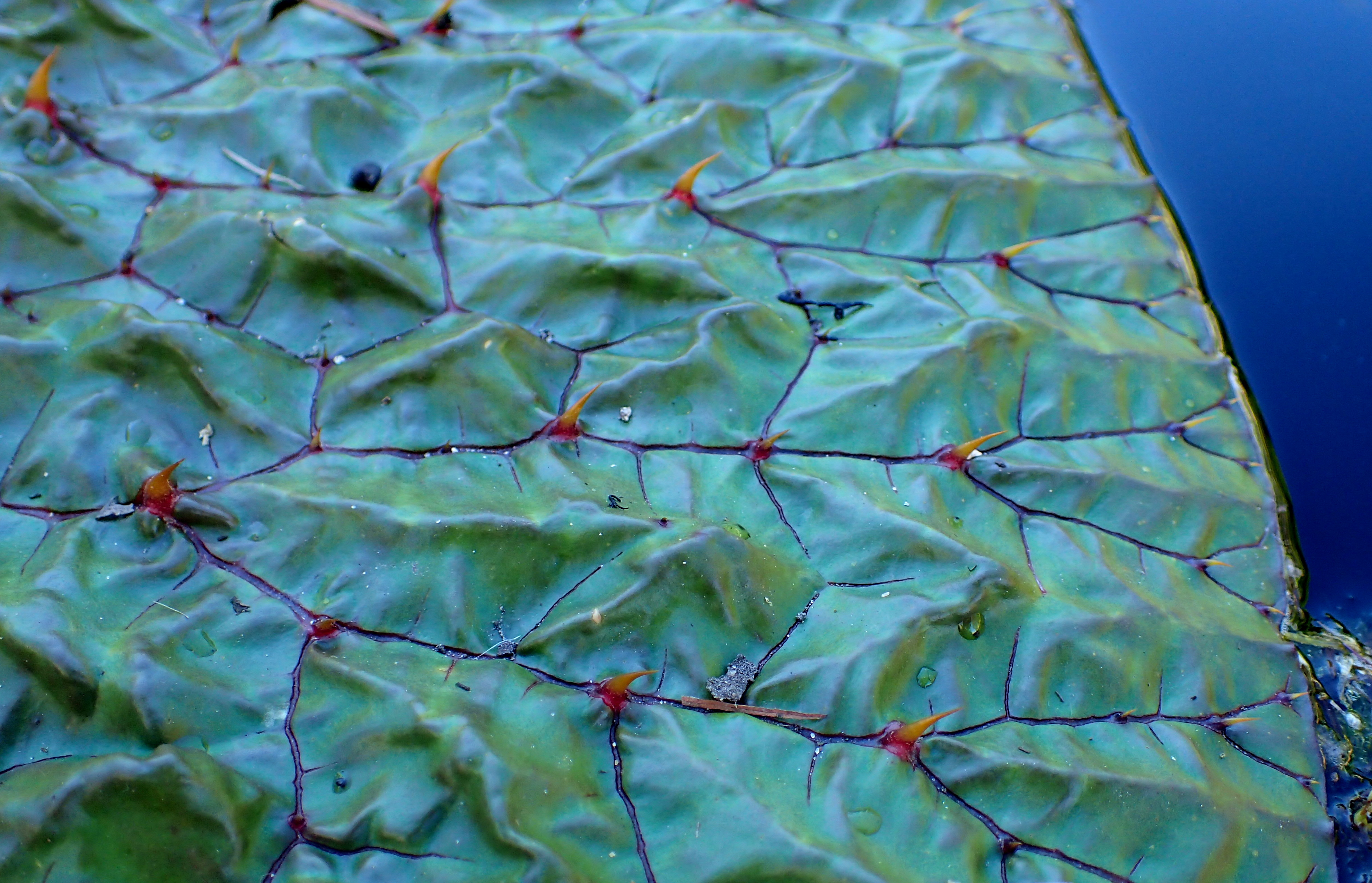
Adaxiale Blattoberfläche von Euryale ferox mit zahlreichen Stacheln

Euryale ist ein ein- oder mehrjährige, aquatische Pflanze mit aufrechten, unverzweigten Rhizomen. Die adaxiale Blattoberfläche ist grün und weist Stacheln an den Blattadern auf. Die abaxiale Blattoberfläche ist violett und weist eine auffällige, stachelige Nervatur auf.

### Generative Merkmale

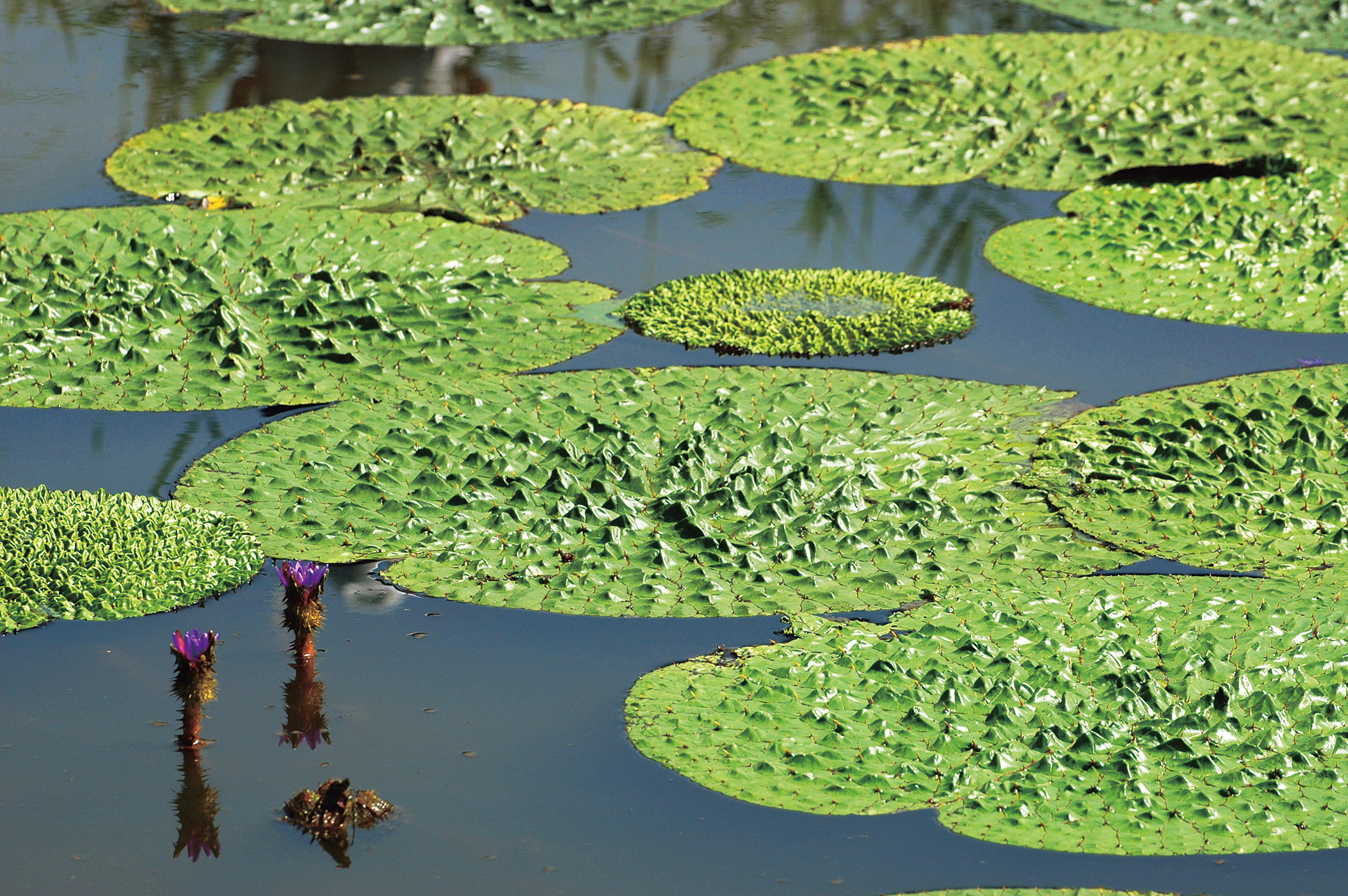
Euryale ferox in Niigata City, Japan

Die gestielten, 5 cm breiten Blüten haben stachelige Blütenstiele und Kelchblätter. Die Narbe hat 8–9 Narbenstrahlen. Die stachelige Frucht trägt schwarze, glatte, arillierte, kugelige, 6–10 mm breite Samen.

## Taxonomie

### Veröffentlichung
Die Gattung Euryale wurde 1805 von Richard Anthony Salisbury erstbeschrieben.

### Arten
Es gibt eine rezente Art:
- Euryale ferox Salisb.

Und mehrere fossile Arten:
- †Euryale yunnanensis Y. Huang & Z. Zhou[5]
- †Euryale nodulosa C.&E.M.Reid[6]
- †Euryale europaea C.A.Weber[7]
- †Euryale lissa Reid[8]
- †Euryale akashiensis Miki[9]
- †Euryale sukaczevii Dorof.[5]
- †Euryale tenuicostata Dorof.[5]
- †Euryale limburgensis C.&E.M.Reid.[10]

## Zytologie
Die Chromosomenzahl von Euryale ferox beträgt 2n = 58.

## Ökologie

### Lebensraum
Sie kommt in Teichen, Seen, Reisfeldern und Sümpfen vor.

## Verbreitung
Euryale kommt in dem Gebiet vor, das sich von Nordindien bis zum russischen Fernen Osten erstreckt und bis ins gemäßigte Ostasien reicht. In jüngster Zeit wurde sie auch in Serbien, Europa, nachgewiesen. Wahrscheinlich wurde sie durch Zugvögel nach Serbien eingeschleppt.

## Gefährdungsstatus
Der IUCN Gefährdungsstatus von Euryale ferox ist „least concern“ (LC).

## Fossilien
Die Samen und Stacheln von Euryale sind als Fossilien erhalten. Heute kommt Euryale nur noch in der Region von Nordindien bis zum russischen Fernen Osten vor und reicht bis ins gemäßigte Ostasien. Im Pliozän kam sie aber auch in Mitteleuropa vor.